# Citybahn Wiesbaden
| Spurweite: | 1000 mm (Meterspur)     |                                          |                                          |
| |                         |                                          |                                          |
| Bundesland (D): | Hessen, Rheinland-Pfalz |                                          |                                          |
| \| \| \| Bad Schwalbach \| \| \| \| \| Schmidtbergplatz \| \| \| \| \| Heimbacher Straße \| \| \| \| \| Aartalbahn von Diez \| \| \| \| \| SWA Bahnhof \| \| \| \| \| Hettenhain \| \| \| \| \| Bad Schwalbach / Taunusstein \| \| \| \| \| Seitzenhahn \| \| \| \| \| Bleidenstadt \| \| \| \| \| Konrad-Adenauer-Straße \| \| \| \| \| ZOB Taunusstein-Hahn \| \| \| \| \| Wiesbadener Straße \| \| \| \| \| Eiserne Hand \| \| \| \| \| Taunusstein / Wiesbaden \| \| \| \| \| Aartalbahn nach Wiesbaden Ost \| \| \| \| \| Ende Abschnitt 3 / Anfang Abschnitt 2 \| \| \| \| \| \| \| \| \| \| Aartalbahn[2] \| \| \| \| \| \| \| \| \| \| Ende Abschnitt 2 / Anfang Abschnitt 1 \| \| \| \| \| \| \| \| \| \| Hochschule RheinMain[3] \| \| \| \| \| Klarenthaler Straße[4] \| \| \| \| \| Ringkirche[4] \| \| \| \| \| Luisenplatz Süd[5] \| \| \| \| \| Rheinstraße / RheinMain CongressCenter[6] \| \| \| \| \| Hauptbahnhof[7] \| \| \| \| \| \| \| \| \| \| Wiesbaden Hbf \| \| \| \| \| Fischerstraße / Hauptbahnhof West[8] \| \| \| \| \| Theodor-Heuss-Ring / Sportpark Rheinhöhe[9] \| \| \| \| \| Gottfried-Kinkel-Straße[10] \| \| \| \| \| Aartalbahn \| \| \| \| \| A 66 \| \| \| \| \| Rechte Rheinstrecke \| \| \| \| \| Herzogsplatz[11] \| \| \| \| \| Rathenauplatz[12] \| \| \| \| \| \| \| \| \| \| \| \| \| \| \| Am Rheinbahnhof[13] \| \| \| \| \| \| \| \| \| \| Amöneburg[14] \| \| \| \| \| Umgehungsbahn Mainz \| \| \| \| \| Ruthof / Housing[15] \| \| \| \| \| Johannes-Goßner-Straße[16] \| \| \| \| \| \| \| \| \| \| Kastel Brückenkopf[17] \| \| \| \| \| Mainz-Kastel \| \| \| \| \| Ende Abschnitt 1 / Anfang Abschnitt 4 \| \| \| \| \| Theodor-Heuss-Brücke (Rhein) \| \| \| \| \| via Große Bleiche[18] \| \| \| \| \| Strecke nach MZ-Hechtsheim \| \| \| \| \| Münsterplatz[19][20][21] \| \| \| \| \| Strecke nach MZ-Finthen/-Neustadt \| \| \| \| \| Hauptbahnhof \| \| \| \| \| \| \| \| \| \| Mainz Hbf \| \| \| \| \| Hauptbahnhof West \| \| \| \| \| Strecke nach MZ-Lerchenberg/-Bretzenheim \| \| |                         |                                          |                                          |
| |                         | Bad Schwalbach                           |                                          |
| U-Bahn-Haltepunkt / Haltestelle Streckenanfang (Strecke außer Betrieb) |                         | Schmidtbergplatz                         | Schmidtbergplatz                         |
| U-Bahn-Haltepunkt / Haltestelle (Strecke außer Betrieb) |                         | Heimbacher Straße                        | Heimbacher Straße                        |
| U-Bahn-Abzweig mit Eisenbahn ehemals geradeaus und von links |                         | Aartalbahn von Diez                      | Aartalbahn von Diez                      |
| Bahnhof |                         | SWA Bahnhof                              | SWA Bahnhof                              |
| ehemaliger Haltepunkt / Haltestelle |                         | Hettenhain                               | Hettenhain                               |
| Grenze |                         | Bad Schwalbach / Taunusstein             | Bad Schwalbach / Taunusstein             |
| ehemaliger Haltepunkt / Haltestelle |                         | Seitzenhahn                              | Seitzenhahn                              |
| Haltepunkt / Haltestelle |                         | Bleidenstadt                             | Bleidenstadt                             |
| ehemaliger Haltepunkt / Haltestelle |                         | Konrad-Adenauer-Straße                   | Konrad-Adenauer-Straße                   |
| ehemaliger Haltepunkt / Haltestelle |                         | ZOB Taunusstein-Hahn                     | ZOB Taunusstein-Hahn                     |
| ehemaliger Haltepunkt / Haltestelle |                         | Wiesbadener Straße                       | Wiesbadener Straße                       |
| Haltepunkt / Haltestelle |                         | Eiserne Hand                             | Eiserne Hand                             |
| Grenze |                         | Taunusstein / Wiesbaden                  | Taunusstein / Wiesbaden                  |
| U-Bahn-Abzweig mit Eisenbahn ehemals geradeaus und nach links |                         | Aartalbahn nach Wiesbaden Ost            | Aartalbahn nach Wiesbaden Ost            |
| U-Bahn-Grenze (Strecke außer Betrieb) |                         | Ende Abschnitt 3 / Anfang Abschnitt 2    | Ende Abschnitt 3 / Anfang Abschnitt 2    |
| |                         |                                          |                                          |
| U-Bahn-Kreuzung mit Eisenbahn geradeaus oben (Strecke geradeaus außer Betrieb) |                         | Aartalbahn                               | Aartalbahn                               |
| |                         |                                          |                                          |
| U-Bahn-Grenze (Strecke außer Betrieb) |                         | Ende Abschnitt 2 / Anfang Abschnitt 1    | Ende Abschnitt 2 / Anfang Abschnitt 1    |
| U-Bahn-Überleitstelle / Spurwechsel (Strecke außer Betrieb) |                         |                                          |                                          |
| U-Bahn-Haltepunkt / Haltestelle (Strecke außer Betrieb) |                         | Hochschule RheinMain                     | Hochschule RheinMain                     |
| U-Bahn-Haltepunkt / Haltestelle (Strecke außer Betrieb) |                         | Klarenthaler Straße                      | Klarenthaler Straße                      |
| U-Bahn-Haltepunkt / Haltestelle (Strecke außer Betrieb) |                         | Ringkirche                               | Ringkirche                               |
| U-Bahn-Haltepunkt / Haltestelle (Strecke außer Betrieb) |                         | Luisenplatz Süd                          | Luisenplatz Süd                          |
| U-Bahn-Haltepunkt / Haltestelle (Strecke außer Betrieb) |                         | Rheinstraße / RheinMain CongressCenter   | Rheinstraße / RheinMain CongressCenter   |
| U-Bahn-Haltepunkt / Haltestelle (Strecke außer Betrieb) · U-Bahn-Überleitstelle / Spurwechsel (Strecke außer Betrieb) |                         | Hauptbahnhof                             | Hauptbahnhof                             |
| U-Bahn-Abzweig geradeaus, nach links und von links (Strecke außer Betrieb) · U-Bahn-Strecke nach rechts (außer Betrieb) |                         |                                          |                                          |
| U-Bahn-Strecke (außer Betrieb) |                         | Wiesbaden Hbf                            | Wiesbaden Hbf                            |
| U-Bahn-Haltepunkt / Haltestelle (Strecke außer Betrieb) |                         | Fischerstraße / Hauptbahnhof West        | Fischerstraße / Hauptbahnhof West        |
| U-Bahn-Haltepunkt / Haltestelle (Strecke außer Betrieb) |                         | Theodor-Heuss-Ring / Sportpark Rheinhöhe | Theodor-Heuss-Ring / Sportpark Rheinhöhe |
| U-Bahn-Haltepunkt / Haltestelle (Strecke außer Betrieb) |                         | Gottfried-Kinkel-Straße                  | Gottfried-Kinkel-Straße                  |
| U-Bahn-Kreuzung mit Eisenbahn geradeaus oben (Strecke geradeaus außer Betrieb) |                         | Aartalbahn                               | Aartalbahn                               |
| U-Bahn-Brücke (Strecke außer Betrieb) |                         | A 66                                     | A 66                                     |
| U-Bahn-Kreuzung mit Eisenbahn geradeaus oben (Strecke geradeaus außer Betrieb) |                         | Rechte Rheinstrecke                      | Rechte Rheinstrecke                      |
| U-Bahn-Haltepunkt / Haltestelle (Strecke außer Betrieb) |                         | Herzogsplatz                             | Herzogsplatz                             |
| U-Bahn-Haltepunkt / Haltestelle (Strecke außer Betrieb) |                         | Rathenauplatz                            | Rathenauplatz                            |
| U-Bahn-Abzweig geradeaus, nach links und von links (Strecke außer Betrieb) · U-Bahn-Strecke von rechts (außer Betrieb) |                         |                                          |                                          |
| U-Bahn-Strecke (außer Betrieb) · U-Bahn-Strecke geradeaus (außer Betrieb) |                         |                                          |                                          |
| U-Bahn-Strecke (außer Betrieb) · U-Bahn-Haltepunkt / Haltestelle (Strecke außer Betrieb) |                         | Am Rheinbahnhof                          | Am Rheinbahnhof                          |
| U-Bahn-Abzweig geradeaus, nach links und von links (Strecke außer Betrieb) · U-Bahn-Strecke nach rechts (außer Betrieb) |                         |                                          |                                          |
| U-Bahn-Haltepunkt / Haltestelle (Strecke außer Betrieb) |                         | Amöneburg                                | Amöneburg                                |
| U-Bahn-Kreuzung mit Eisenbahn geradeaus unten (Strecke geradeaus außer Betrieb) |                         | Umgehungsbahn Mainz                      | Umgehungsbahn Mainz                      |
| U-Bahn-Haltepunkt / Haltestelle (Strecke außer Betrieb) |                         | Ruthof / Housing                         | Ruthof / Housing                         |
| U-Bahn-Haltepunkt / Haltestelle (Strecke außer Betrieb) |                         | Johannes-Goßner-Straße                   | Johannes-Goßner-Straße                   |
| U-Bahn-Überleitstelle / Spurwechsel (Strecke außer Betrieb) |                         |                                          |                                          |
| U-Bahn-Haltepunkt / Haltestelle (Strecke außer Betrieb) · Strecke von links |                         | Kastel Brückenkopf                       | Kastel Brückenkopf                       |
| U-Bahn-Strecke (außer Betrieb) · Bahnhof mit S-Bahn-Halt |                         | Mainz-Kastel                             | Mainz-Kastel                             |
| U-Bahn-Grenze (Strecke außer Betrieb) · Strecke nach links |                         | Ende Abschnitt 1 / Anfang Abschnitt 4    | Ende Abschnitt 1 / Anfang Abschnitt 4    |
| U-Bahn-Brücke über Wasserlauf (Strecke außer Betrieb) |                         | Theodor-Heuss-Brücke (Rhein)             | Theodor-Heuss-Brücke (Rhein)             |
| |                         | via Große Bleiche                        |                                          |
| U-Bahn-Strecke von links · U-Bahn-Kreuzung (Strecke geradeaus außer Betrieb) |                         | Strecke nach MZ-Hechtsheim               | Strecke nach MZ-Hechtsheim               |
| U-Bahn-Haltepunkt / Haltestelle · U-Bahn-Haltepunkt / Haltestelle (Strecke außer Betrieb) |                         | Münsterplatz                             | Münsterplatz                             |
| U-Bahn-Abzweig geradeaus, nach rechts und von rechts · U-Bahn-Strecke (außer Betrieb) |                         | Strecke nach MZ-Finthen/-Neustadt        | Strecke nach MZ-Finthen/-Neustadt        |
| U-Bahn-Haltepunkt / Haltestelle · U-Bahn-Strecke (außer Betrieb) |                         | Hauptbahnhof                             | Hauptbahnhof                             |
| U-Bahn-Strecke nach links · U-Bahn-Abzweig ehemals geradeaus und von rechts |                         |                                          |                                          |
| Bahnhof mit S-Bahn-Halt quer · U-Bahn-Kreuzung mit Eisenbahn geradeaus oben |                         | Mainz Hbf                                | Mainz Hbf                                |
| U-Bahn-Haltepunkt / Haltestelle |                         | Hauptbahnhof West                        | Hauptbahnhof West                        |
| U-Bahn-Strecke |                         | Strecke nach MZ-Lerchenberg/-Bretzenheim | Strecke nach MZ-Lerchenberg/-Bretzenheim |

Die Citybahn war ein Nahverkehrsprojekt im westlichen Rhein-Main-Gebiet. Die geplante Stadtbahn sollte dabei von Mainz über Wiesbaden und Taunusstein nach Bad Schwalbach geführt werden.
Ideen zur Wiedereinführung eines innerstädtischen Schienenverkehrs in Wiesbaden in der Nachfolge der 1955 stillgelegten Wiesbadener Straßenbahn kamen unter der Bezeichnung Stadtbahn Wiesbaden erstmals in den 1990er Jahren auf und scheiterten 2001. Ein Bürgerbegehren zur Initiierung eines Bürgerentscheids erreichte nicht die erforderliche Anzahl Unterschriften. Im Jahr 2011 wurden die Planungen unter veränderten politischen Rahmenbedingungen wieder aufgenommen und dabei als WIBahn und RegioBahn Wiesbaden bezeichnet. Im Mai 2013 scheiterte dieses Projekt am politischen Willen. Von 2016 bis 2020 verfolgte die ESWE Verkehrsgesellschaft, das kommunale Wiesbadener Verkehrsunternehmen, Pläne zum Bau einer Stadtbahn, die mit der Straßenbahn Mainz verknüpft sein und über die Wiesbadener Innenstadt und Taunusstein bis nach Bad Schwalbach geführt werden sollte. Dieses als Citybahn bezeichnete Projekt war Gegenstand eines Bürgerentscheids in Wiesbaden am 1. November 2020, bei dem die Bürger Wiesbadens den Bau jedoch mehrheitlich ablehnten.

## Geschichte

### Vorgeschichte
Zwischen August 1875 und dem April 1955 waren Straßenbahnen in Wiesbaden im Einsatz, die mit der Straßenbahn Mainz verbunden waren. Bis 1958 führen Linien der Straßenbahn Mainz über die Theodor-Heuss-Brücke nach Mainz-Kastel und Mainz-Kostheim. Im Rahmen der Stilllegung der Aartalbahn zwischen Wiesbaden und Diez 1983 wurde diskutiert, das Netz der S-Bahn Rhein-Main auf dieser Strecke von Wiesbaden bis Bad Schwalbach auszudehnen. 1986 begann die Nassauische Touristik-Bahn mit Museumsfahrten auf diesem Teilabschnitt. Der Nahverkehr in Wiesbaden wird derzeit größtenteils mit Bussen betrieben, zudem bestehen acht Bahnhöfe im Stadtgebiet, die an den Schienenpersonennahverkehr und die S-Bahn Rhein-Main des Rhein-Main-Verkehrsverbunds (RMV) angeschlossen sind. Damit ist Wiesbaden nach Münster die zweitgrößte deutsche Stadt ohne schienengebundenes innerstädtisches Verkehrsmittel.

### Planung von 1997 bis 2001
Im Frühjahr 1997, nach der Wahl zum neuen Wiesbadener Stadtparlament, begannen die Planungen einer Stadtbahn in Wiesbaden, die nach dem Karlsruher Modell bis in den Taunus fahren sollte. Wiesbadener Stadtpolitiker und Politiker des Rheingau-Taunus-Kreises von Grünen, SPD und CDU unterstützten das Projekt. Eine volkswirtschaftliche Untersuchung, die von DE-Consult und PTV im März 1998 erstellt wurde, ergab für den ersten Bauabschnitt einen Wert von 1,27. Von den Gesamtkosten von 224 Millionen DM hätte die Stadt 58 Millionen, der Rheingau-Taunus-Kreis 24 Millionen, das Land Hessen 47 Millionen und der Bund 95 Millionen DM übernommen.
Am 11. Mai 1999 beschloss die Stadtverordnetenversammlung die Errichtung der ersten Linie und entschied, eine Stadtbahngesellschaft bei den Stadtwerken zu gründen. Während sich im Herbst 1998 noch 70 Prozent der Wiesbadener nach einer Studie des Amtes für Wahlen, Statistik und Stadtforschung für die Stadtbahn aussprachen, sank die Zustimmung nach einer repräsentativen Umfrage des Wiesbadener Kuriers bis Anfang 2000 auf 36 Prozent, während 41 Prozent das Projekt ablehnten. In Taunusstein und Bad Schwalbach waren 62 Prozent dafür und 18 Prozent dagegen. Im Mai 2000 wurde die Stadtbahn in den Katalog der Förderprojekte der hessischen Landesregierung aufgenommen. Geplant war die Inbetriebnahme für 2005. Im Wahlkampf für die Kommunalwahlen im März 2001 spielte die Stadtbahn eine wichtige Rolle, insbesondere die FDP polarisierte mit „mit Horrorvisionen von einer Stadtbahn, die auf Schottertrassen mitten durch Wiesbaden fahren würde“ und hatte die Kommunalwahl zur „Abstimmung über die Stadtbahn“ erklärt.

#### Scheitern nach der Kommunalwahl 2001
Durch die Wahl verloren SPD und Grüne die Mehrheit in der Wiesbadener Stadtverordnetenversammlung. Die CDU, die sich im Wahlkampf für die Stadtbahn ausgesprochen hatte, verwarf mit Hilfe der Stimmen von FDP und den Republikanern das Stadtbahnprojekt, obwohl die Geldmittel von Bund und Land feststanden, und auch Ortsvereine der CDU sich für eine Stadtbahn aussprachen. Als Gründe für die Einstellung der Planung nannten die beiden Parteien damals die „Ruinierung des Stadtbildes“ durch neue Schienenstränge und eine „Verschlechterung des Ist-Zustandes“. So wurde das Stadtbahnprojekt noch vor einem Planfeststellungsbeschluss eingestellt. Die Stadtbahn Wiesbaden GmbH, eine 100%ige Tochter der ESWE, beendete daraufhin ihre Geschäftstätigkeit. Die vorgesehene Trasse blieb jedoch weiterhin als „Trasse für den ÖPNV“ im Flächennutzungsplan vermerkt, um sie für künftige alternative ÖPNV-Systeme zu sichern.
Am 29. Mai 2001 gründete sich die Bürgerinitiative „Stadtbahn – ja“, die sich zum Ziel gesetzt hatte, das Projekt doch noch zu realisieren. Getragen wurde sie von den Grünen, vom Allgemeinen Deutschen Fahrrad-Club (ADFC), vom Verkehrsclub Deutschland (VCD) und von Pro Bahn & Bus. Sie wollte einen Bürgerentscheid initiieren, wozu ein Bürgerbegehren gestartet wurde. Statt der benötigten 20.000 Unterschriften wurden nur 14.000 gesammelt. Als Gründe dafür wurden Ablehnung und mangelndes Interesse der Bevölkerung genannt, aber auch der Koalition vorgeworfen, die Unterschriftensammlung absichtlich in den Sommerferien bewilligt zu haben. Die geplante Trassenführung stieß allerdings gerade bei den Anwohnern auf Kritik, die Wertverlust ihrer Immobilien sowie Lärm- und Gesundheitsbelastung befürchteten.
Nach Auffassung des Rhein-Main-Verkehrsverbundes (RMV) bedeute die Entscheidung Wiesbadens einen Verzicht auf verkehrspolitische Vorteile. RMV-Geschäftsführer Volker Sparmann kritisierte, „dass die Landeshauptstadt das Stadtbahn-Projekt, für das es bereits Finanzierungszusagen gegeben habe und das den Nutzenfaktor für die Wiederbelebung der Aartalbahn erheblich erhöhen würde, nach der Kommunalwahl 2001 aufgegeben habe.“ Die bereits bewilligten Förderzusagen von Bund und Land betrugen 142 Millionen Mark. Der Landrat des Rheingau-Taunus-Kreises Bernd Röttger (CDU) sprach von einer „fatalen Fehlentscheidung in Wiesbaden“. da die Stadtbahn für die Kommunen im Untertaunus unverzichtbar sei

#### Angedachtes Netz
| geplante Streckenführung und Haltestellen in Blau in Rot das Busliniennetz |                      |                                  |                                  |
| Spurweite: | 1435 mm (Normalspur) |                                  |                                  |
| |                      |                                  |                                  |
| Bundesland (D): | Hessen               |                                  |                                  |
| \| \| \| Aartalbahn von Hohenstein \| \| \| \| \| Bf Bad Schwalbach \| \| \| \| \| Seitzenhahn \| \| \| \| \| Bf Bleidenstadt (geplant als Bf) \| \| \| \| \| Konrad-Adenauer-Straße \| \| \| \| \| Hebbelstraße \| \| \| \| \| Bf Hahn-Wehen \| \| \| \| \| Eiserne Hand (geplant als Bf) \| \| \| \| \| Chausseehaus (geplant als Bf) ⊙ \| \| \| \| \| Aartalbahn nach Wiesbaden Ost \| \| \| \| \| Simeonhaus ⊙ \| \| \| \| \| Polizeischule ⊙ \| \| \| \| \| Helmholtzstraße ⊙ \| \| \| \| \| Klosterweg ⊙ \| \| \| \| \| Hermann-Brill-Straße ⊙ \| \| \| \| \| Graf-von-Galen-Straße ⊙ \| \| \| \| \| Geschwister-Scholl-Straße ⊙ \| \| \| \| \| \| \| \| \| \| Otto-Wels-Straße ⊙ \| \| \| \| \| Fachhochschule ⊙ \| \| \| \| \| Elsässer Platz ⊙ \| \| \| \| \| Bismarckring ⊙ \| \| \| \| \| Schwalbacher Straße ⊙ \| \| \| \| \| Luisenplatz ⊙ \| \| \| \| \| Rheinstraße/Rhein-Main-Hallen ⊙ \| \| \| \| \| Geschwister-Stock-Platz ⊙ \| \| \| \| \| Hauptbahnhof ⊙ \| \| \| \| \| Welfenstraße ⊙ \| \| \| \| \| Weidenbornstraße ⊙ \| \| \| \| \| Hasengartenstraße ⊙ \| \| |                      |                                  |                                  |
| Strecke |                      | Aartalbahn von Hohenstein        | Aartalbahn von Hohenstein        |
| Bahnhof |                      | Bf Bad Schwalbach                | Bf Bad Schwalbach                |
| ehemaliger Haltepunkt / Haltestelle |                      | Seitzenhahn                      | Seitzenhahn                      |
| Haltepunkt / Haltestelle |                      | Bf Bleidenstadt (geplant als Bf) | Bf Bleidenstadt (geplant als Bf) |
| ehemaliger Haltepunkt / Haltestelle |                      | Konrad-Adenauer-Straße           | Konrad-Adenauer-Straße           |
| ehemaliger Haltepunkt / Haltestelle |                      | Hebbelstraße                     | Hebbelstraße                     |
| Bahnhof |                      | Bf Hahn-Wehen                    | Bf Hahn-Wehen                    |
| Haltepunkt / Haltestelle |                      | Eiserne Hand (geplant als Bf)    | Eiserne Hand (geplant als Bf)    |
| Haltepunkt / Haltestelle |                      | Chausseehaus (geplant als Bf) ⊙  | Chausseehaus (geplant als Bf) ⊙  |
| U-Bahn-Abzweig mit Eisenbahn ehemals geradeaus und nach rechts |                      | Aartalbahn nach Wiesbaden Ost    | Aartalbahn nach Wiesbaden Ost    |
| U-Bahn-Haltepunkt / Haltestelle (Strecke außer Betrieb) |                      | Simeonhaus ⊙                     | Simeonhaus ⊙                     |
| U-Bahn-Haltepunkt / Haltestelle (Strecke außer Betrieb) |                      | Polizeischule ⊙                  | Polizeischule ⊙                  |
| U-Bahn-Haltepunkt / Haltestelle (Strecke außer Betrieb) |                      | Helmholtzstraße ⊙                | Helmholtzstraße ⊙                |
| U-Bahn-Haltepunkt / Haltestelle (Strecke außer Betrieb) |                      | Klosterweg ⊙                     | Klosterweg ⊙                     |
| U-Bahn-Strecke (außer Betrieb) · U-Bahn-Haltepunkt / Haltestelle Streckenanfang (Strecke außer Betrieb) |                      | Hermann-Brill-Straße ⊙           | Hermann-Brill-Straße ⊙           |
| U-Bahn-Strecke (außer Betrieb) · U-Bahn-Haltepunkt / Haltestelle (Strecke außer Betrieb) |                      | Graf-von-Galen-Straße ⊙          | Graf-von-Galen-Straße ⊙          |
| U-Bahn-Strecke (außer Betrieb) · U-Bahn-Haltepunkt / Haltestelle (Strecke außer Betrieb) |                      | Geschwister-Scholl-Straße ⊙      | Geschwister-Scholl-Straße ⊙      |
| U-Bahn-Abzweig geradeaus und von links (Strecke außer Betrieb) · U-Bahn-Strecke nach rechts (außer Betrieb) |                      |                                  |                                  |
| U-Bahn-Haltepunkt / Haltestelle (Strecke außer Betrieb) |                      | Otto-Wels-Straße ⊙               | Otto-Wels-Straße ⊙               |
| U-Bahn-Haltepunkt / Haltestelle (Strecke außer Betrieb) |                      | Fachhochschule ⊙                 | Fachhochschule ⊙                 |
| U-Bahn-Haltepunkt / Haltestelle (Strecke außer Betrieb) |                      | Elsässer Platz ⊙                 | Elsässer Platz ⊙                 |
| U-Bahn-Haltepunkt / Haltestelle (Strecke außer Betrieb) |                      | Bismarckring ⊙                   | Bismarckring ⊙                   |
| U-Bahn-Haltepunkt / Haltestelle (Strecke außer Betrieb) |                      | Schwalbacher Straße ⊙            | Schwalbacher Straße ⊙            |
| U-Bahn-Haltepunkt / Haltestelle (Strecke außer Betrieb) |                      | Luisenplatz ⊙                    | Luisenplatz ⊙                    |
| U-Bahn-Haltepunkt / Haltestelle (Strecke außer Betrieb) |                      | Rheinstraße/Rhein-Main-Hallen ⊙  | Rheinstraße/Rhein-Main-Hallen ⊙  |
| U-Bahn-Haltepunkt / Haltestelle (Strecke außer Betrieb) |                      | Geschwister-Stock-Platz ⊙        | Geschwister-Stock-Platz ⊙        |
| U-Bahn-Haltepunkt / Haltestelle (Strecke außer Betrieb) |                      | Hauptbahnhof ⊙                   | Hauptbahnhof ⊙                   |
| U-Bahn-Haltepunkt / Haltestelle (Strecke außer Betrieb) |                      | Welfenstraße ⊙                   | Welfenstraße ⊙                   |
| U-Bahn-Haltepunkt / Haltestelle (Strecke außer Betrieb) |                      | Weidenbornstraße ⊙               | Weidenbornstraße ⊙               |
| U-Bahn-Haltepunkt / Haltestelle Streckenende (Strecke außer Betrieb) |                      | Hasengartenstraße ⊙              | Hasengartenstraße ⊙              |

Für die in der Planung konkretisierte, erste Linie sollte die Aartalbahn zwischen Bad Schwalbach und Wiesbaden reaktiviert werden. Die Planung sah vor, die Strecke zu elektrifizieren und mit Stadtbahnfahrzeugen zu befahren. Außerdem sollten neue Haltepunkte entstehen. In der Siedlung Kohlheck sollten die Fahrzeuge die ursprüngliche Strecke verlassen und über Klarenthal, Fachhochschule, Innenstadt und Hauptbahnhof bis zur Endhaltestelle Hasengartenstraße fahren, an der sich auch das neue Depot befinden sollte. Zwischen Kohlheck und Welfenstraße sollte der Fahrweg als Stadtbahn gebaut werden, teilweise auch als Straßenbahn. In der Welfenstraße sollte die Stadtbahnlinie in die Trasse eines ehemaligen Industriegleises einzweigen und so bis zur Hasengartenstraße fahren.
Die zweite „Baustufe“ sah vor, die Fahrzeuge als „Tram-Trains“ über die ehemalige Verbindungskurve von Ländchesbahn und dem Bahnhof Wiesbaden Ost auf Gleisen der Deutschen Bahn bis zur Kaiserbrücke fahren zu lassen, von dort weiter über eine Stadtbahnstrecke durch das Gewerbegebiet Petersweg und dann über Mainz-Kastel und Theodor-Heuss-Brücke nach Mainz. Dafür hätte eine höhenfreie Kreuzung (50° 3′ 19,4″ N, 8° 15′ 30,4″ O) mit der Bahnstrecke Breckenheim–Wiesbaden gebaut werden müssen.
Die Planung nannte außerdem Optionen für einen weiteren Ausbau. Nach dem Karlsruher Modell einer Zwei-System-Stadtbahn sollten folgende Bahnlinien in das Netz der Stadtbahn integriert werden:
- Innenstadt – Hauptbahnhof – Biebricher Allee – Gewerbegebiet Biebrich – Schierstein – Rheingau (RMV-Linie 10, Rechte Rheinstrecke)
- Innenstadt – Hauptbahnhof – Hasengartenstraße – Erbenheim – Niedernhausen (RMV-Linie 21, Ländchesbahn)

Des Weiteren waren folgende Neubaustrecken angedacht:
- Gräselberg – Innenstadt – Hauptbahnhof – Nordenstadt (– Main-Taunus-Kreis)
- Dotzheim – Innenstadt – Hauptbahnhof – Biebricher Allee – Biebrich

In der Diskussion war auch eine Nahverkehrsanbindung des Hauptbahnhofs zum Frankfurter Flughafen über die Wallauer Spange.

### Planung von 2011 bis 2013
Im Jahr 2005 wurden an mehreren Stellen in Wiesbaden die zulässigen Feinstaubkonzentrationen überschritten. Dies heizte die Diskussion um die Stadtbahn wieder an und auch der RMV sprach sich mit deutlichen Worten für eine Stadtbahn in Wiesbaden aus.
Im Juni 2011 beschloss die nach den Kommunalwahlen neu festgelegte Stadtverordnetenversammlung mit den Stimmen von CDU, SPD, Grünen, Linken und Piraten, den „City-Link“, eine Schienenverbindung zwischen Hauptbahnhof und der Innenstadt, zu prüfen. Bei vorherigen Untersuchungen war diese Lösung als nicht wirtschaftlich beurteilt worden. Der Wunsch wurde auch in den Koalitionsvertrag der seit 2011 regierenden Parteien SPD und CDU aufgenommen. Das Projekt wurde zunächst unter dem Titel WIBahn vorangetrieben. Hierbei sollte vor der Novellierung des Gemeindeverkehrsfinanzierungsgesetzes 2016 eine Lösung gefunden werden.
Im Oktober 2011 verkündete die neue Verkehrsdezernentin Sigrid Möricke die Ausschreibung der Planung unter dem Namen RegioBahn Wiesbaden. In den Planungen sollte die Bahn aus den Stadtteilen Kohlheck oder Klarenthal über die Wiesbadener Innenstadt und den Hauptbahnhof durchs Gewerbegebiet Mainzer Straße führen. Im November 2011 wurden vom Magistrat weitere 200.000 Euro für die Planung bewilligt, die Bahn sollte 2016 in Betrieb genommen werden.
Im Jahr 2012 wurde in einem neuen Gutachten der Nutzen-Kosten-Koeffizient mit 1,3 bis 1,7 ermittelt. Bei einer angenommenen Transportleistung von täglich 11.000 Passagieren könnten 20 Fahrzeuge der Busflotte eingespart werden.
Im Juni 2012 teilte die Verkehrsdezernentin Sigrid Möricke mit, 2015 könne der Bau der Trasse beginnen. Die Inbetriebnahme hätte bis 2018 erfolgen müssen, um die benötigten Fördergelder zu erhalten. Die Baukosten wurden zu 92 Millionen Euro bestimmt, die sich bei einer Verlängerung bis zum Petersweg auf 132 Millionen Euro erhöht hätten. 85 Prozent dieser Kosten würden durch GVFG-Fördermittel aufgebracht. Hinzu kämen bis zu 77 Millionen Euro für Anschaffungs- und Planungskosten, die von der Stadt zu tragen wären.

#### Rezeption
Die Fraktion der FDP lehnte das Projekt weiterhin ab, weil es den Verkehr „massiv behindern“ würde, und wollte es notfalls mit einem Bürgerbegehren verhindern. Auch Teile der SPD, insbesondere in den betroffenen Stadtteilen, wehrten sich gegen die Stadtbahn. Obwohl das Projekt zunächst keine Anbindung der Aartalbahn und damit der Gemeinden im Untertaunus vorsah, erkannte der Landrat des Rheingau-Taunus-Kreises im November 2011 in dem Projekt wieder einen „Lichtblick für die Aartalbahn“. Deren Reaktivierung wurde jedoch nur mit einer Anbindung ans Wiesbadener Stadtgebiet als sinnvoll erachtet.
Die Nassauische Touristik-Bahn, welche die Strecke mit Museumszügen befährt, begrüßte die Wiederaufnahme der Planung. Vier Bürgerinitiativen mit den gegensätzlichen Forderungen einer „Reaktivierung der Aartalbahn in Hessen“, dem „Bau einer Stadtbahn von Wiesbaden nach Bad Schwalbach auf der Aartalbahn“ sowie „Aartalbahn nicht durch Wiesbaden“ und „Busse statt Aartalbahn“ engagieren sich im Umfeld der Planungen.
Der Unternehmerverband Hessischer Einzelhandel Mitte-Süd sprach sich 2012 für eine schnelle Reaktivierung aus, Haus & Grund Wiesbaden hielt das Projekt hingegen für „hanebüchenen Unsinn“.
Im Januar 2013 äußerte der Wiesbadener Oberbürgermeister Helmut Müller, die Investition von 161 Millionen Euro für eine Stadtbahn für nicht verhältnismäßig zu halten, was von der FDP begrüßt, von den Grünen und der SPD kritisiert wurde.

#### Angedachtes Netz
Die Bahn sollte aus den Stadtteilen Kohlheck oder Klarenthal über die Wiesbadener Innenstadt und den Hauptbahnhof durchs Gewerbegebiet Mainzer Straße in die Hasengartenstraße führen. Offen blieb die Option, die Linie auf teils vorhandenen Gleisen der Deutschen Bahn zum Bahnhof Wiesbaden Ost zu führen um damit einen bahnsteiggleichen Übergang zur S-Bahn Rhein-Main zu ermöglichen. Lokalpolitiker der AKK-Vororte forderten eine Verlängerung bis zum Petersweg.
Die zweigleisige Strecke sollte teilweise sowohl als Rasengleis auf eigenem Bahnkörper, als auch straßenbündig trassiert werden. Eine Einbindung der Aartalbahn oder der Ländchesbahn oder ein Anschluss nach Mainz war wegen des knappen Zeitplans nicht vorgesehen. Die innerstädtische Planung ähnelte damit jener von 2001.

#### Erneutes Scheitern
Im April 2013 schrieb Patrick Körber im Wiesbadener Kurier, dass die Stadtbahn nicht komme, und berief sich auf ein Gespräch mit dem hessischen Verkehrsminister Florian Rentsch (FDP). Rentsch hatte im Gespräch mit der Zeitung erklärt, dass die hessische Landesregierung das Projekt nicht mitfinanzieren wolle. Körber kritisierte die Wiesbadener Verkehrsdezernentin, statt überzeugender Argumente und den notwendigen Gutachten kämen „abgelesene Argumente, die zu viele Fragen offen“ ließen. Rentsch bestätigte seine Aussage später in einem Fax an Möricke, die erklärte, ohne Unterstützung des Landes sei die Stadtbahn jedoch nicht realisierbar.
Florian Rentsch erklärte, die Stadt habe das Projekt außerdem nicht im Förderprogramm des Bundes angemeldet, dessen Mittel ohnehin erschöpft seien. Möricke hatte das Projekt nie mit dem zuständigen Landesminister besprochen, der zugleich Kreisvorsitzender der Wiesbadener FDP ist, die das Projekt ablehnt. Ihre Partei erklärte in einer Pressemitteilung, der Prozess sei mit der zuständigen Landesoberbehörde Hessen Mobil in insgesamt fünf Runden abgestimmt worden. Möricke verteidigte ihr Verhalten und kritisierte, dass das Projekt „von Wahl zu Wahl als Spielball betrachtet wird.“
Ute Fiedler kritisierte in einem Kommentar in der Frankfurter Rundschau, dass Rentsch das Projekt „aus parteipolitischen Gründen“ „mal eben so mir nichts, dir nichts stoppt“. Uwe Frankenberger, verkehrspolitischer Sprecher der SPD-Landtagsfraktion, beklagte sich über den „schlechten Stil“ und das „fragwürdige Amtsverständnis“ von Rentsch, der VCD Hessen sieht in der Ablehnung ein „Symptom für [das] Desinteresse der Landesregierung am Schienenverkehr“.

## Planung 2016 bis 2020 (Citybahn)

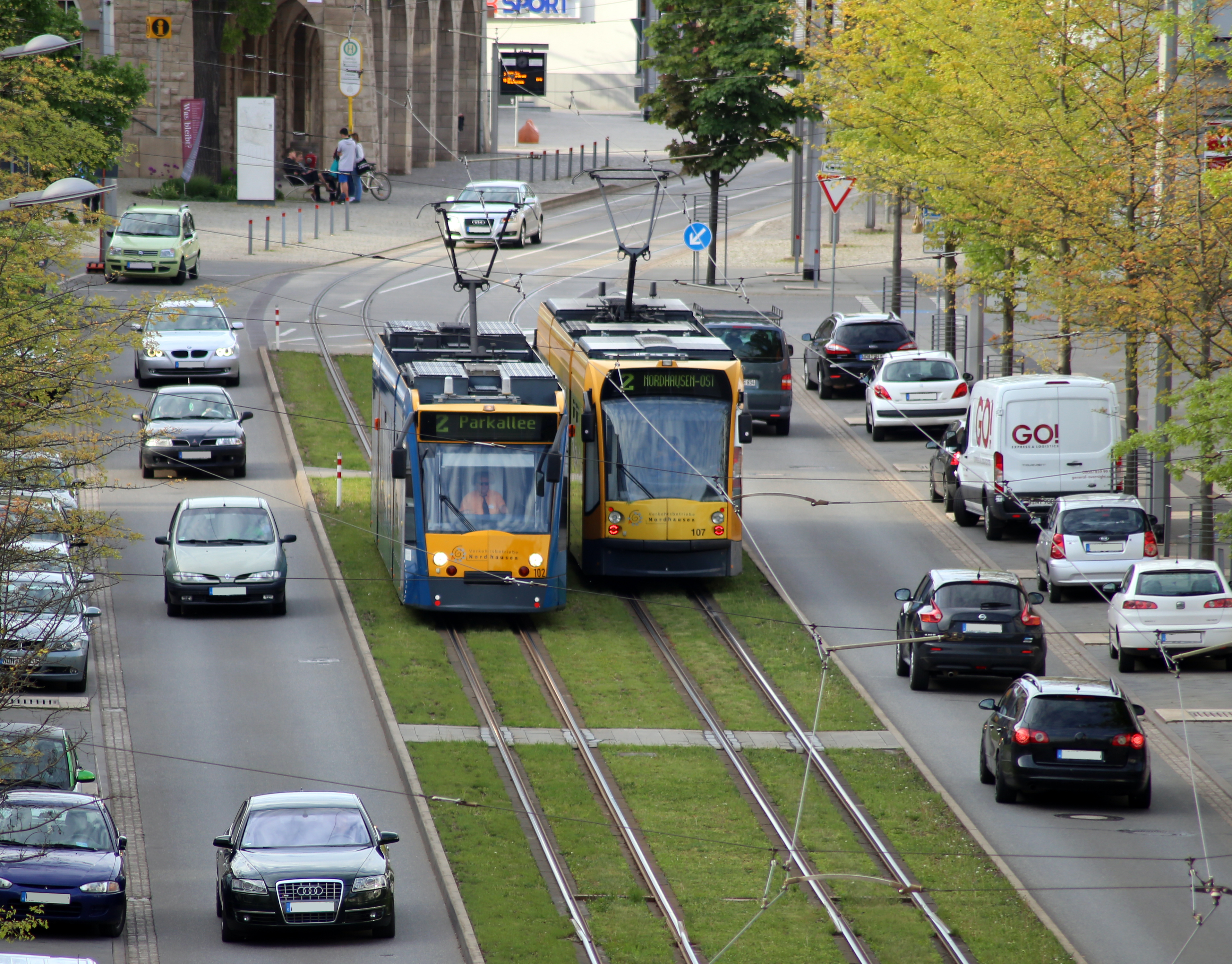
Ca. 20 m lange Fahrzeuge auf besonderem Bahnkörper mit Rasengleis in Nordhausen

Gegenstand der Planungen ab 2016 war eine rund 35 Kilometer lange länderübergreifende Stadtbahn zwischen Bad Schwalbach und den Landeshauptstädten Wiesbaden und Mainz. Im Unterschied zu den Planungen von 2001 und 2011 wurde die gesamte Strecke in der Spurweite der Mainzer Straßenbahn (1000 mm, Meterspur) und überwiegend auf eigenem Gleiskörper geplant. Die nicht ebenerdige Gleisbauweise in Ausführung als Rasengleis sollte dem Projekt ihr Gepräge als Stadtbahn geben. Der Gleiskörper im Stadtbereich Wiesbaden sollte zwischen sechs und sieben Meter breit sein und hauptsächlich mittig im Verkehrsraum geführt werden. Die Citybahn sollte mit 35 m langen Zügen fahren, die in Doppeltraktion eine Gesamtlänge von 70 m aufweisen und bis zu 440 Fahrgäste befördern können. Eine der Planungsvorgaben war die Mitnutzung des Depots der Mainzer Straßenbahnen.
Planung und Umsetzung wurden in einzelne Abschnitte getrennt. Diese sollten jeweils für sich betrachtet unterschiedliche Vorbereitungsphasen durchlaufen. Jeder der vier Abschnitte Wiesbaden, Wiesbaden/Rheingau-Taunus, Mainz und Rheingau-Taunus hätte dabei selbständig die vier Phasen Vorplanung, Entwurfsplanung, Planungsfeststellung und Ausführungsplanung zu durchlaufen gehabt. Erster Planungsabschnitt war der Bereich in Wiesbaden zwischen der Hochschule RheinMain und der Theodor-Heuss-Brücke, der die Vorplanung bereits durchlaufen hatte und sich in der Entwurfsplanung befand. Die übrigen Abschnitte Wiesbaden/Rheingau-Taunus, Rheingau-Taunus und Mainz befanden sich im Stadium der Vorplanung. Ursprünglich sollte das Projekt bis 2024 fertiggestellt sein. Mit Fortschreiten der Planungsprozesse ging man schließlich von einem Baubeginn im Jahr 2025 aus.
Wäre der Bürgerentscheid am 1. November 2020 positiv beschieden worden, hätte der Abschnitt Mainz in die Entwurfsplanung und der Abschnitt Wiesbaden in die Planungsfeststellung übergehen können. Bei letzterer hätten die finale Festlegung der Linienführung und die zuvor erarbeiteten Planungsdetails mit dem Planfeststellungsbeschluss abgeschlossen werden können und der Baubeginn der Abschnitte Wiesbaden und Mainz wäre möglicherweise ausgehend von der Theodor-Heuss-Brücke erfolgt. Mit dem ablehnenden Bürgerentscheid werden die Planungen jedoch eingestellt. Im Übrigen treibe man die Umsetzung des Stadtverordnetenbeschlusses voran, die vorhandene Dieselbus-Flotte gegen Fahrzeuge mit Elektro- und Wasserstoffantrieb zu ersetzen. Die eigens hierfür auf dem ESWE-Betriebshof errichtete Wasserstoff-Tankstelle ging bereits in Betrieb.
An der im August 2017 gegründeten Planungsgesellschaft Citybahn GmbH sind seit Mai 2018 die Mainzer Stadtwerke AG und die WVV Wiesbaden Holding GmbH mit jeweils 32,45 %, die Rheingau-Taunus-Verkehrsgesellschaft mbH (RTV) mit 25,1 % und der Rhein-Main-Verkehrsverbund (RMV) mit 10 % beteiligt. Der Planungsprozess und die Öffentlichkeitsarbeit wurden von einer Arbeitsgemeinschaft bestehend aus den Planungsbüros Schüßler-Plan Ingenieursgesellschaft mbh, Mailänder Consult GmbH, DB Engineering & Consulting sowie der Unternehmensberatung PTV Transport Consult GmbH, einem Tochterunternehmen der PTV Planung Transport Verkehr, begleitet. Letztere wurde mit der Erstellung der Nutzen-Kosten-Untersuchung beauftragt, welche die Grundlage für eine öffentliche Förderung hätte sein können.

### Politische Entwicklung seit 2016

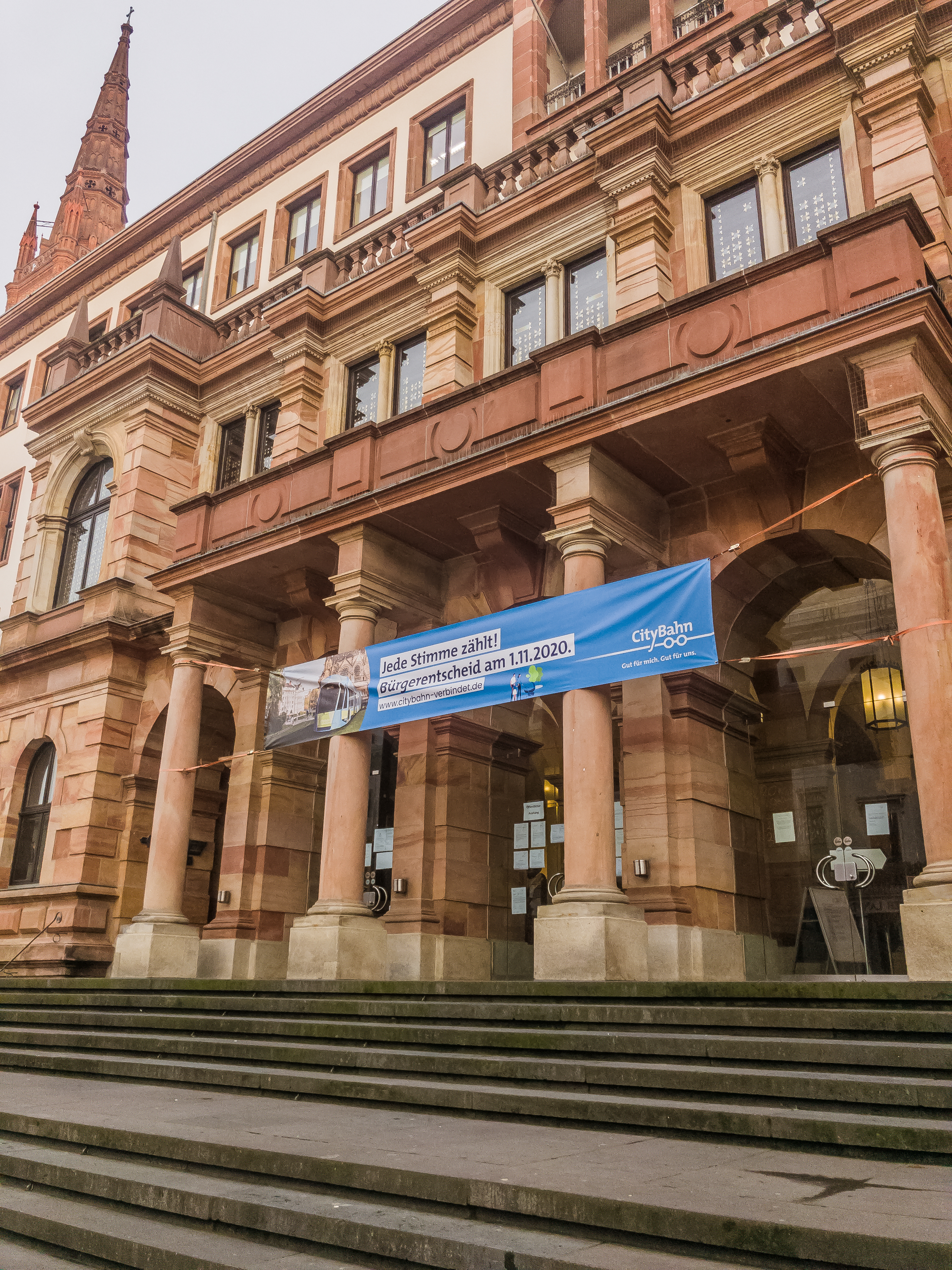
Werbebanner zur Wahlkampfzeit an der Wiesbadener Rathausfassade, Oktober 2020

Das Projekt Citybahn nahm im Herbst 2016 an Fahrt auf, als der damalige Wiesbadener Oberbürgermeister Sven Gerich im Namen des Magistrats in einem Brief an den hessischen Wirtschaftsminister Tarek Al-Wazir um die Unterstützung des Landes bat. Neben Al-Wazir erklärte auch der damalige Bundesverkehrsminister Alexander Dobrindt seine Überstützung für das Vorhaben, ebenso mit Ausnahme der FDP alle Parteien in der Wiesbadener Stadtverordnetenversammlung und im Hessischen Landtag. Während die FDP Rheingau-Taunus die neue Bahn ebenfalls ablehnte, kam aus der Mainzer FDP Unterstützung für das Projekt.
Am 12. Dezember 2017 stellten die beiden Oberbürgermeister Sven Gerich (Wiesbaden) und Michael Ebling (Mainz) die Ergebnisse der vorläufigen Nutzen-Kosten-Untersuchung für die CityBahn vor, die dieser einen Kosten-Nutzen-Quotient von 1,5 attestierte. Gerich betonte, dass die Stadt Wiesbaden bei der Planung der Bahn auf mehr Bürgerbeteiligung setze, als gesetzlich vorgeschrieben. Bis Februar 2018 kam es so zu über 10.000 Bürgerwünschen, die in die Planung der CityBahn einfließen.
Im September 2020 sprachen sich das Jugendparlament der Stadt Wiesbaden mit knapper Mehrheit von 13:10 Stimmen und die Vollversammlung der IHK Wiesbaden mit 23:15 Stimmen für den Bau der Citybahn aus. 2018 hatte sich die IHK noch gegen das Projekt ausgesprochen, diesen Beschluss jedoch als vorläufig formuliert, da noch einige Fragen unklar gewesen seien, die heute beantwortet wären.
Einige Wochen vor dem Bürgerentscheid wurde seitens der Stadt Wiesbaden ein Werbebanner an der Rathausfassade angebracht. In der Aufmachung der Citybahn-Kampagne lädt dieses mit der Botschaft „Jede Stimme zählt! Bürgerentscheid am 1.11.2020.“ zur Teilnahme an selbigem ein. Das Werben mit Transparenten zu Wahlkampfzeiten ist im historischen Fünfeck per Magistratsbeschluss untersagt. Diese Maßnahme stößt daher auf Kritik. Oberbürgermeister Mende (SPD), der bei jeder Gelegenheit den fairen Umgang miteinander anmahne und einfordere, im Wahlkampf jedoch die eigenen Regeln missachte, müsse das Banner sofort abhängen lassen, so die Wiesbadener FDP.

#### Bürgerinitiativen & Bürgerentscheid

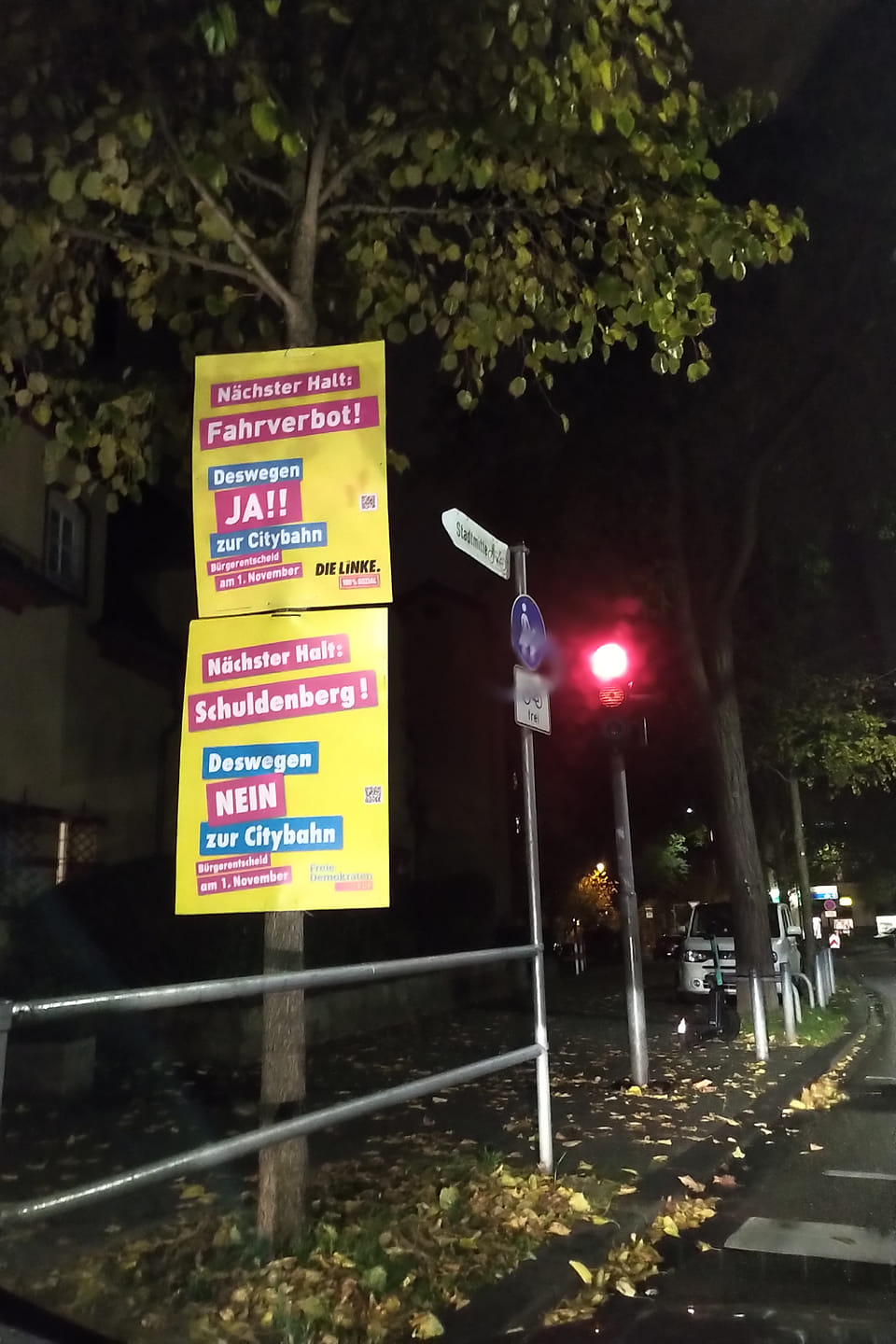
Plakate aus dem Wahlkampf um die Citybahn in Wiesbaden

Im Umfeld der Planungen der CityBahn engagieren sich abermals mehrere Bürgerinitiativen. Im August 2017 wurde aus dem Umfeld der FDP die erste Bürgerinitiative gegen das Projekt gegründet. Im März 2018 gründete sich die Initiative Pro City-Bahn. Die beiden Bürgerbegehren „Besser ohne City-Bahn – BI Mitbestimmung City-Bahn“ und „Ein Herz für Wiesbaden – NEIN zur City-Bahn“ führten jeweils selbständig Unterschriften-Sammelaktionen durch, um eine Bürgerabstimmung über die Citybahn herbeizuführen. Die hierzu nötigen Quoren wurden um 2.760 und 3.919 Unterschriften übertroffen. Von ESWE-Verkehr und den Bürgerinitiativen wurden jeweils juristische Gutachten in Auftrag gegeben, die beide Bürgerbegehren Hinblick auf die Anforderungen der Hessischen Gemeindeordnung untersuchten und sie als unzulässig bzw. zulässig einstuften. Das stadteigene Rechtsamt kam bei beiden Begehren zu einem nicht eindeutigen Schluss. Am 23. Mai 2019 wies die Wiesbadener Stadtverordnetenversammlung mit einer Mehrheit der Fraktionen CDU, SPD, GRÜNE und LINKE gegen die Stimmen von FDP und AfD beide Bürgerbegehren als unzulässig ab. Als Begründung wurde in der Debatte angegeben, dass die Planung für die Citybahn noch nicht vollständig abgeschlossen sei. Erst wenn alle Fakten auf dem Tisch liegen, könne es zu einer Abstimmung durch die Bürger kommen. Die das Bürgerbegehren ablehnenden Fraktionen kündigten in derselben Sitzung an, mit Hilfe eines Vertreterbegehrens den Weg für einen Bürgerentscheid vor der Sommerpause 2020 zu öffnen. Beide Bürgerinitiativen kündigten daraufhin an, den Klageweg beschreiten zu wollen, um einen früheren Entscheid zu ermöglichen.
Nach Wochen der Uneinigkeit über Fragestellung und Termin des Bürgerentscheids beschloss die Wiesbadener Stadtverordnetenversammlung am 2. Juli 2020, den Bürgerentscheid zur Citybahn am 1. November stattfinden zu lassen, dem frühestmöglichen Termin nach den Verzögerungen durch die COVID-19-Pandemie. Die Fragestellung lautet:
„Soll der Verkehr in Wiesbaden, zur Vermeidung von Staus und weiteren Verkehrsbeschränkungen für den Autoverkehr, durch eine leistungsfähige Straßenbahn (Citybahn) von Mainz kommend über die Wiesbadener Innenstadt bis Bad Schwalbach weiterentwickelt werden, um Verkehrszuwächse aufzufangen und Umweltbelastungen (Luftverschmutzung, Lärmbelastung) zu verringern?“
In der Stadtverordnetenversammlung sahen vor allem die Grünen die Notwendigkeit, den Bürgern in der Formulierung zumindest ansatzweise die positiven Wirkungen der Bahn bzw. die Konsequenzen eines Verzichts vor Augen zu führen. Die SPD betrachtete die Festlegung auf diese Fragestellung als Kompromiss, der den Grünen entgegenkomme, wobei sie es als legitim erachtete, begleitend auch einige Argumente unterzubringen. Die FDP sah in der Formulierung neben einer Suggestivfrage eine „ebenso schlechte wie durchschaubare Agitprop.“ Sie ließ über die Fragestellung ein Rechtsgutachten erstellen, demzufolge die Fragestellung wegen der Verknüpfung mit ihrer Begründung möglicherweise unzulässig war.

### Linienverlauf

#### Mainz
In Mainz waren drei mögliche Linienführungen der CityBahn im Gespräch: über die Große Bleiche, die Ludwigsstraße oder die Kaiserstraße. Bei der von der Stadt präferierten Linienführung über die Große Bleiche war vorgesehen, die Neubaustrecke an der Haltestelle Hauptbahnhof West von der bestehenden Straßenbahn aus Richtung Lerchenberg und Bretzenheim abzuzweigen und über den Münsterplatz, dort die Straßenbahnstrecke aus Hechtsheim kreuzend, und die Große Bleiche zur Theodor-Heuss-Brücke fahren zu lassen, nachdem diese baulich verstärkt worden wäre. Auf dieser sollte die Bahn die Fahrbahn neben den bestehenden vier Fahrstreifen für den Individualverkehr mitbenutzen. Welche Pläne im Zusammenhang mit der geplanten Zuglänge von 70 m genau verfolgt wurden, wurde nicht näher bekannt. Die Haltestellen in Mainz hätten hierfür keine ausreichende Kapazität geboten.

#### Wiesbaden
Von der Theodor-Heuss-Brücke kommend, sollte die Citybahn am Brückenkopf Kastel halten, wo Anschluss an den Bahnhof Mainz-Kastel hätte bestehen können. Durch Mainz-Kastel und Mainz-Amöneburg sollte die Linie nach Biebrich führen, den größten Wiesbadener Stadtteil. Der dort geplante Verlauf über Rathenauplatz und Rheingaustraße wurde von der Stadt als Kompromiss zwischen Bürgerwünschen, Realisierbar- und Wirtschaftlichkeit beschrieben. Von Biebrich aus sollte die Strecke über die Biebricher Allee unter Beibehaltung des Alleecharakters zum Hauptbahnhof Wiesbaden geführt werden und über Bahnhof- und Rheinstraße durch die Innenstadt zur Ringkirche und weiter über die Klarenthaler Straße zur Hochschule RheinMain. Der genaue Verlauf zwischen Hochschule und dem geplanten Anschluss an die Aartalbahn wurde nicht bestimmt. Wiesbaden befürchtete bei einer gemeinsamen Nutzung mit dem Museumsbahnverkehr der Nassauischen Touristikbahn des Trassenabschnittes zwischen Wiesbaden (Einfädelung der City-Bahn) bis zum Bahnhof Bad Schwalbach diverse bautechnische, betriebliche, förderungstechnische und juristische Probleme. Eine rechtliche Prüfung sollte hierzu einige Aspekte vor dem Hintergrund der weiteren Entwicklung näher beleuchten. Im letzten Planungsjahr wurde eine Trasse über die Dotzheimer Straße bis zum Bahnhof Dotzheim diskutiert, wo die City-Bahn auf die Strecke der Aartalbahn übergehen sollte. Hierbei hätte der Faktor der Nutzen-Kosten-Untersuchung (NKU) allerdings um die 1,0 gelegen.

#### Rheingau-Taunus-Kreis
Zwischen Wiesbaden und Bad Schwalbach sollte die Citybahn auf der denkmalgeschützten Strecke der stillgelegten Aartalbahn fahren, welche dafür mittels eines Dreischienengleises umgespurt werden sollte. Damit hätte die Möglichkeit berücksichtigt werden sollen, den Museumsbetrieb der Nassauischen Touristik-Bahn (NTB) in diesem Abschnitt parallel weiterführen zu können. In Taunusstein und Bad Schwalbach sollten dabei neue Haltestellen errichtet werden, in Bad Schwalbach war zusätzlich eine Verlängerung in die Innenstadt vorgesehen. Die Vorplanungen dazu sollten 2019/2020 abgeschlossen sein. Das Land Hessen förderte die Vorplanungen mit mehr als 600.000 Euro.

#### Planungsabschnitte Citybahn
1. Wiesbaden: Mainz-Kastel-Brückenkopf bis Hochschule RheinMain (über Rheingaustraße/Biebrich): Länge ca. 11,8 km
2. Mainz: Mainz Hochschule bis Mainz-Kastel-Brückenkopf: Länge ca. 4,7 km
3. Wiesbaden/Rheingau-Taunus: Hochschule Rhein Main bis Stadtgrenze Wiesbaden: Länge ca. 8,3 km (4,0 km + 4,3 km)
4. Rheingau-Taunus: Stadtgrenze Wiesbaden bis Bad Schwalbach Schmidtbergplatz: Länge ca. 10,5 km (9,5 + 1,0 km)[96]

#### Geplante Linien und Takte
Zwischen Hochschule Rhein-Main und Biebrich war ein 5-Minuten-Takt geplant und weiter bis Hochschule Mainz ein 10-Minuten-Takt. In den Abendstunden sollte dieser auf 10 bzw. 20 Minuten ausgedünnt werden, in der Nacht war ein 60-Minuten-Takt auf der gesamten Strecke in Wiesbaden und Mainz geplant. Bis nach Bad Schwalbach sollte die Linie alle 15 Minuten fahren. In Mainz hätte die Citybahn zwischen Hauptbahnhof West und Hochschule damit die Straßenbahnlinien 51, 53 und 59 ergänzen können. An den Stationen Hauptbahnhof West und Münsterplatz hätten zusätzlich Umstiegsmöglichkeiten zu den Linien 52 bzw. 50 bestehen können, sodass sich alle Straßenbahnlinien mit einem Umstieg erreichen ließen.

### Erforderlichkeit

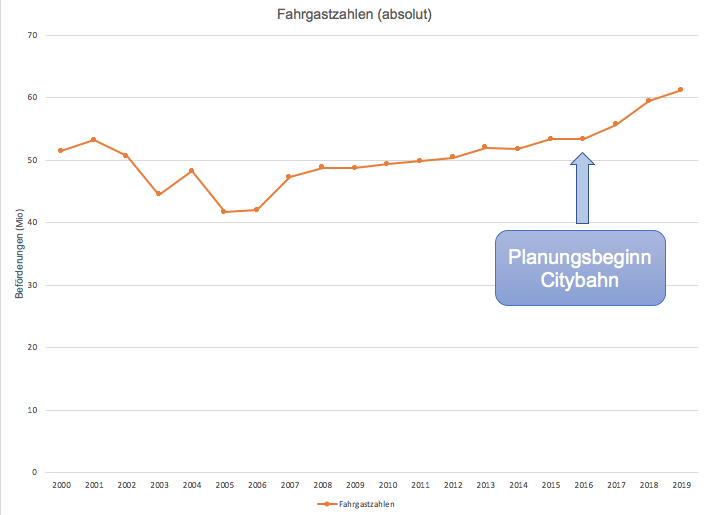
Fahrgastzahlen von ESWE Verkehr gemäß Geschäftsberichte 2000–2019

Die Initiatoren betonen, dass das Projekt nur unter der Verwendung von öffentlichen Fördermitteln zu realisieren ist. Eine der notwendigen Voraussetzungen für die Förderung nach § 2 GVFG ist, dass das Vorhaben dringend erforderlich ist. Diese Erforderlichkeit gilt als umstritten: Von Seiten der Geschäftsführung der ESWE-Verkehrsgesellschaft und PTV Consult heißt es, die Fahrgastzahlen der Wiesbadener Stadtbusse stiegen kontinuierlich. Um diese weiterhin bedienen zu können, müssten die Busse in zu enger Taktung fahren. 2018 betrug die von ESWE Verkehr beförderte Anzahl an Fahrgästen 59,4 Millionen. Dahingehend wird kritisiert, dass es nicht schlüssig sei, dass das Busnetz heute sein Limit erreicht habe, während man im Jahr 1992 mit 56,1 Millionen nur unwesentlich weniger Fahrgäste befördert habe, die Busflotte zum damaligen Zeitpunkt jedoch kleiner und das Streckennetz kürzer gewesen sei. Zudem gehe man entgegen der Bestandsanalyse zum Verkehrsentwicklungsplan 2030 nicht von steigenden Fahrgastzahlen aus. Einerseits handele es sich bei den genannten Zahlen nicht um Fahrgäste, sondern um Fahrten. Andererseits beruht die Erhebungsmethode nicht auf Zählungen, sondern auf Schätzungen. So sei u. a. die Annahme, eine Tagesfahrkarte würde im Durchschnitt zu acht Einzelfahrten genutzt werden, unrealistisch hoch. Schließlich dürfe es nicht bei der beleglosen Behauptung bleiben, die Busse seien am Limit. Entscheidend sei es vielmehr, zu welchen Tageszeiten, auf welchen Linien und in welchen Verkehrszellen die Busse im ÖPNV besonders stark frequentiert sind. Nur mit Kenntnis dieser Zahlen ließe sich die Behauptung, die Busse seien am Limit, verifizieren.

### Kosten und Finanzierung
Die Gesamtkosten des Projekts hätten sich auf rund 631 Millionen Euro belaufen. Es war beabsichtigt, diese Kosten insgesamt mit bis zu 62,1 Prozent mit öffentlichen Fördermitteln bezuschussen zu lassen. Die Finanzierungspläne der verbleibenden 239,1 Millionen Euro wurden nicht öffentlich bekannt. Bis zum Tag des Bürgerentscheids sind Planungs-, Beratungs- und Werbeleistungen in Höhe von 15,7 Millionen Euro erbracht worden.

#### Fahrstrecke
Eine von der Citybahn GmbH in Auftrag gegebene und am 1. September 2020 veröffentlichte neue Kostenrechnung schätzt die Baukosten für die bauliche Infrastruktur der Fahrstrecke auf 426 Millionen Euro. Als Ursache dieser Kostensteigerung gegenüber früheren Annahmen nennt die Gesellschaft die gestiegenen Index-Baukosten, die verlängerte Streckenführung in Bad Schwalbach und Biebrich sowie die positive Entwicklung der Bodenpreise, da auf Wiesbadener Gebiet einige Grundstücke hätten hinzugekauft werden müssen.
Der Bau von Verkehrswegen von Bahnen besonderer Bauart kann nach § 3 GVFG durch Fördermittel des Bundes und der Länder bezuschusst werden, wenn u. a. entsprechende Wirtschaftlichkeitsuntersuchungen vorgenommen werden. Die Bestimmung der wirtschaftlichen Realisierbarkeit erfolgt im Rahmen einer standardisierten Bewertung. Diese gilt als gegeben, wenn der zu ermittelnde Nutzen-Kosten-Indikator über eins liegt. Bei dieser Berechnung werden dem volkswirtschaftlichen Nutzen des Vorhabens die kalkulierten Kosten gegenübergestellt. Für die Citybahn wurde im Jahr 2017 eine vorläufige Nutzen-Kosten-Untersuchung (NKU) erstellt. Entsprechend dem damaligen Planungsstand wurde hierbei ein NKU-Faktor von 1,5 ermittelt. Dieser Berechnung wurde eine Kostenschätzung in Wiesbaden zugrunde gelegt. Die Kosten des Gesamtprojekts können davon abweichen.
Wäre die Zuwendung bewilligt worden, hätte diese als sog. Komplementärfinanzierung erfolgen können. Hätte hierbei die Reform des Gemeindeverkehrsfinanzierungsgesetzes zum Ansatz gebracht werden können, hätte der mögliche Förderanteil des Bundes gemäß § 4 Abs. 1 Nr. 1 GVFG bis zu 75 % betragen. Auf Seiten der Länder hätten jeweils anhand von Einzelfallentscheidungen entsprechend der finanziellen Leistungsfähigkeit des Zuwendungsempfängers vom Land Hessen zwischen 5 und 15 % der Kosten sowie vom Land Rheinland-Pfalz bis zu 10 % der Kosten gewährt werden können. Bei Vollgewährung hätte die Eigenleistung der Stadt Wiesbaden 28,8 Millionen Euro betragen. Auf den Rheingau-Taunus-Kreis wäre ein Eigenanteil von 10,4 Millionen Euro und auf die Stadt Mainz von 5,2 Millionen Euro zugekommen.
Hinsichtlich der Kostensteigerung um 121 Millionen Euro gegenüber der Annahmen aus 2017 wurde seitens der Projektleitung das Fortbestehen eines positiven Nutzen-Kosten-Faktors, und damit die unveränderte Förderfähigkeit der Bahn, betont. Auf Grundlage dieser neuesten Kostenrechnung wurde keine aktualisierte Nutzen-Kosten-Untersuchung veröffentlicht. Der Zahlenwert des für die Förderfähigkeit ausschlaggebenden Nutzen-Kosten-Indikators ist somit unbekannt geblieben. Ebenso unbekannt ist, wie sich eine nochmalige Änderung der Fahrstrecke, wie sie seit September 2020 diskutiert wurde, auf den Nutzen-Kosten-Indikator ausgewirkt hätte.
Wirtschaftlichkeitsuntersuchungen können die Ausgestaltung der mit ihnen verbundenen Vorhaben maßgeblich beeinflussen und wirken sich daher mittelbar auch auf den Zustand der Umwelt aus. Zurück gehend auf die Aarhus-Konvention beinhaltet die Planung von Einzelprojekten deshalb einen als Umweltinformation zu qualifizierenden Informationsanspruch über Kosten-Nutzen-Analysen. Damit soll der Bürger letztlich Entscheidungen über die öffentliche Finanzierung auf ihre inhaltliche Richtigkeit hin überprüfen können, so dass Zugang nicht nur zu den Ergebnissen einer Untersuchung, sondern auch zu den in sie einfließenden Faktoren zu gewähren ist.

#### Fahrzeuge
Die Anschaffungskosten der Züge kalkulierte man in der Machbarkeitsstudie 2016 mit 26 Zügen zu je 3 Millionen Euro. Diese Planung beinhaltete Zugmodelle mit einer Länge von 30 m bzw. 60 m in Doppeltraktion. Zuletzt sollten Zugmodelle zum Einsatz kommen, die 35 m bzw. in Doppeltraktion 70 m Länge aufweisen. Trotz Kalkulation mit 5 Meter längeren Zugmodellen wurden Einzelkosten je Zug in gleicher Höhe wie die der kürzeren Modelle aus früheren Planungsphasen angenommen. Die Gesamtkosten der Fahrzeuge wurden im letzten Planungsstand auf 114 Millionen Euro geschätzt (38 Züge à drei Millionen Euro). Diese Kosten hätten von den beteiligten Kommunen voraussichtlich zum größten Teil selbst getragen werden müssen. Die Quotelung wurde nicht bekannt gegeben.

#### Weitere Infrastrukturkosten
Die Kostenschätzung der Machbarkeitsstudie aus dem Jahr 2016 enthält eine Erweiterung des Betriebshofs auf dem ESWE-Gelände mit 6 Millionen Euro. Zu diesem Zeitpunkt war bereits vereinbart, dass die Wartung der Wagen und das Personal in der Verantwortung der Mainzer Verkehrsgesellschaft lägen. Ob die Erweiterung des ESWE-Betriebshofs endgültig aufgegeben wurde, weil etwa die Kapazitäten des Mainzer Depots für die hinzukommenden Fahrzeuge der Citybahn ausreichen oder ob das Depot gegen zusätzliche Kosten erweitert werden muss, blieb unbekannt.

#### Planungskosten & Baunebenkosten
Die in der Machbarkeitsstudie 2016 mit ca. 19 Prozent der Fahrweginvestitionen angesetzten Planungskosten liegen nach der im September 2020 aktualisierten Kostenrechnung entsprechend bei 81 Millionen Euro. Insgesamt sollten die Baunebenkosten rund 85 Millionen Euro betragen. Für die ab 2020 anfallenden Aufwendungen wäre eine 10%ige Planungskostenpauschale nach § 4 Abs. 4 GVFG als Zuschuss vom Bund in Betracht gekommen. Kostenträger wären im Übrigen die beteiligten Gemeinden gewesen.

#### Betriebskosten
Der Betrieb von ÖPNV-Einrichtungen ist üblicherweise nicht kostendeckend. So weisen Schienenverkehrsmittel einen höheren spezifischen Zuschussbedarf auf als Bussysteme. Davon abweichend erklärte die Planungsgesellschaft, betriebswirtschaftlich betrachtet werde die Citybahn nicht schlechter dastehen als ein Bussystem.

#### Unterhaltungskosten
Die Unterhaltungskosten zur Aufrechterhaltung der technischen Nutzbarkeit der Citybahn-Strecke wurden auf jährlich 1,7 Millionen Euro beziffert.

### Kommunikation

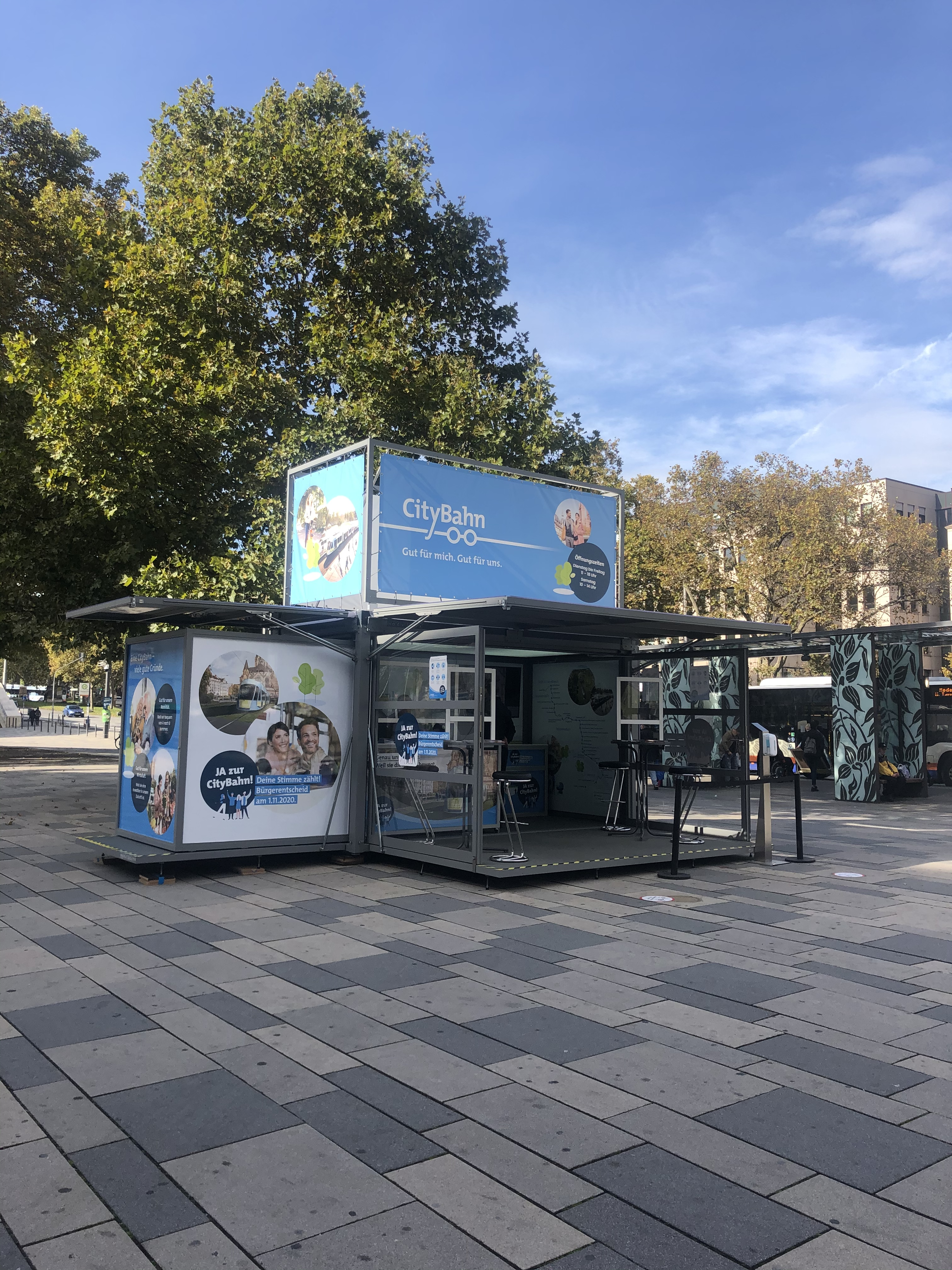
Informationsstand der Citybahn GmbH auf Bahnhofsplatz Wiesbaden, Oktober 2020

Von Seiten der Stadt wurde während der Planungsphase davon ausgegangen, dass der Widerstand gegen die Citybahn auch aus mangelnder Information über das Projekt resultiert, man habe erst drei Prozent der Bevölkerung erreicht. Am 24. September 2019 stellte die Stadt Wiesbaden den ehemaligen Wirtschaftsdezernenten Detlev Brendel (CDU) als Ombudsmann für die CityBahn vor. Brendel, der sich von einem Gegner zu einem Befürworter des Projekts entwickelte, soll dabei die Interessen der Wiesbadener Wirtschaft im Blick halten. Im Wiesbadener Kurier wurde seine Ernennung als zu spät kritisiert, da die Kommunikation der Stadt zur CityBahn in den vergangenen Jahren dürftig gewesen sei. Im Oktober 2019 räumte die Stadt Fehler in der Kommunikation zum Projekt ein.
Für die Öffentlichkeitsarbeit wurden die PR-Agenturen CP/Compartner aus Essen und die lokale RCC Group engagiert. Bis Oktober 2019 wurden hierfür 1,6 Millionen Euro ausgegeben.
Im Hinblick auf den zu diesem Zeitpunkt unmittelbar bevorstehenden Bürgerentscheid hat im Oktober 2020 alle Wiesbadener Haushalte ein Sachinformationsblatt des Oberbürgermeisters postalisch erreicht, das eine Auswahl an Informationen zur Citybahn enthält sowie ein Einladungsschreiben zur Teilnahme am Bürgerentscheid und an Veranstaltungsangeboten der Initiatoren. Kritik kam diesbezüglich aus den Reihen der Wiesbadener FDP, der zufolge die Wurfsendung „steuermittelfinanzierte Wählerbeeinflussung“ ist.

### Abermaliges Scheitern im Bürgerentscheid
Der am 1. November 2020 durchgeführte Bürgerentscheid unter den Bewohnern von Wiesbaden beendete das Projekt Wiesbadener Stadtbahn im dritten Anlauf und erneut. Bei einer Wahlbeteiligung von 46,2 % votierten rund 62 % gegen die Citybahn und nur etwa 38 % dafür. Hierbei lehnten 23 der 26 Wiesbadener Stadtteile das Projekt mehrheitlich ab. Auch das Quorum, das erreicht werden musste, um den Bürgerentscheid wirksam zu machen, wurde deutlich erreicht. Der Entscheid ist für drei Jahre rechtsbindend. Ob es zu einem vierten Versuch kommen wird, eine Stadtbahn in Wiesbaden zu realisieren, bleibt offen.

#### Reaktionen
Nach dem Bürgerentscheid erklärte Verkehrsdezernent Andreas Kowol (Grüne): „Ich bin stinksauer. Das Projekt Citybahn ist Geschichte.“ Auf dem Internetauftritt der Citybahn GmbH erschienen am Tag nach der Wahl Kommentierungen ihrer Geschäftsführer Uwe Hiltmann und Hermann Zemlin sowie des Rheingau-Taunus Verkehrsdezernenten Günter F. Döring. Sie betitelten hierin den Bürgerentscheid als verpasste „Jahrhundertchance“, die die Bürger „nicht erkannt haben oder erkennen wollten“ bzw. werteten, „die Mobilität unserer Landeshauptstadt bleibt nun in den Kinderschuhen stecken“. Döring monierte, Wiesbaden habe sich gegen den Rheingau-Taunus-Kreis als ihren „guten Nachbarn entschieden“. Diese Äußerungen stießen im Planungs-, Bau- und Verkehrsausschuss auf Widerstand. Die Fraktionschefs der FDP und SPD bemängelten eine „Wählerbeschimpfung auf Steuerzahlerkosten“ bzw. stellten klar: „Eine städtische Gesellschaft hat nicht die Entscheidung des Souveräns zu kommentieren. Punkt.“ Verkehrsdezernent Kowol hat die Inhalte daraufhin löschen lassen. Schon kurz darauf wurde der gesamte Internetauftritt der Citybahn GmbH vom Netz genommen.

#### Ausblick
In derselben Ausschusssitzung hielt Kowol die Durchführung einer Machbarkeitsstudie für die Reaktivierung der Aartalbahn für eine „gute Idee“, schließlich würden bisher durchgeführte Untersuchungen länger zurück liegen. Der Ausschuss votierte für die Aufnahme von darauf gerichteten Bestrebungen. Wenige Wochen zuvor hieß es im von der Stadt Wiesbaden herausgegebenen Sachinformationsblatt noch, die Reaktivierung der Aartalbahn sei „mehrfach geprüft“ worden, wobei sich diese „allerdings als nicht wirtschaftlich und nicht förderfähig erwiesen“ habe.
Im Zusammenhang mit der Beendigung des Citybahn-Projekts wird eine mögliche Wiederaufnahme der Klage der Deutschen Umwelthilfe auf Fortschreibung des Luftreinhalteplans der Stadt Wiesbaden diskutiert. Die DUH drohte Wiesbaden in einem Schreiben unmittelbar vor dem Bürgerentscheid mit Dieselfahrverboten. Die Fortschreibung des Luftreinhalteplans kann gerichtlich angeordnet werden, wenn der EU-Grenzwert für Stickoxid von 40 Mikrogramm pro Kubikmeter Luft im Jahresmittel überschritten wird. Die NO2-Messwerte an der Wiesbadener Ringkirche, Schiersteiner Straße und in Wiesbaden-Süd betrugen für das Jahr 2020 im Durchschnitt bisher 37, 36 und 20 µg/m³. Stand: 3. November 2020 Es fehlt somit bislang an den eine etwaige Klage begründenden Grenzwertüberschreitungen.
Die Wiesbadener Grünen halten in ihrem Programm für die Kommunalwahl 2021 mit den folgenden Worten an der Idee einer Citybahn fest: „Wenn in den nächsten Jahren keine bessere Option erkennbar ist, werden wir für das Ostfeld und die Stadt als Ganze ein schienengebundenes ÖPNV-System als beste Option erneut fordern.“
Nach dem Citybahn-Aus ging aus dem Verein Bürger Pro CityBahn Wiesbaden e. V. durch Umbenennung der Wiesbaden neu bewegen e. V. hervor, der während der dreijährigen Bindefrist des Bürgerentscheids erneut Werbung für das Thema Straßenbahn in Wiesbaden macht. Seitens des Vereins wird als Reaktion auf Fehlinformationen der Gegner und Wahlentscheidungen der Bürger gefordert, „Politiker sollten das als Volksvertreter einfach durchziehen.“ Mit der Neugründung konzentriert der Verein seine thematische Ausrichtung nicht mehr nur auf die Straßenbahn, sondern hat diese auf den Wiesbadener Verkehr insgesamt ausgedehnt. So erarbeitet dieser etwa in Arbeitskreisen mögliche Lösungen für die im Zusammenhang mit der Salzbachtalbrücke stehenden Verkehrsprobleme und fordert eine sofortige Geschwindigkeitsbegrenzung von 30 km/h im Wiesbadener Stadtgebiet. Von der Stadt erhofft sich der Verein Unterstützung.
Die beiden Initiativen, die sich gegen die CityBahn engagierten (BI Mitbestimmung Citybahn sowie BI Busse statt Citybahn), sind seit dem Bürgerentscheid bis auf vereinzelte, auch themenfremde Social-Media-Posts inaktiv. 

## Diskutierte Alternativen

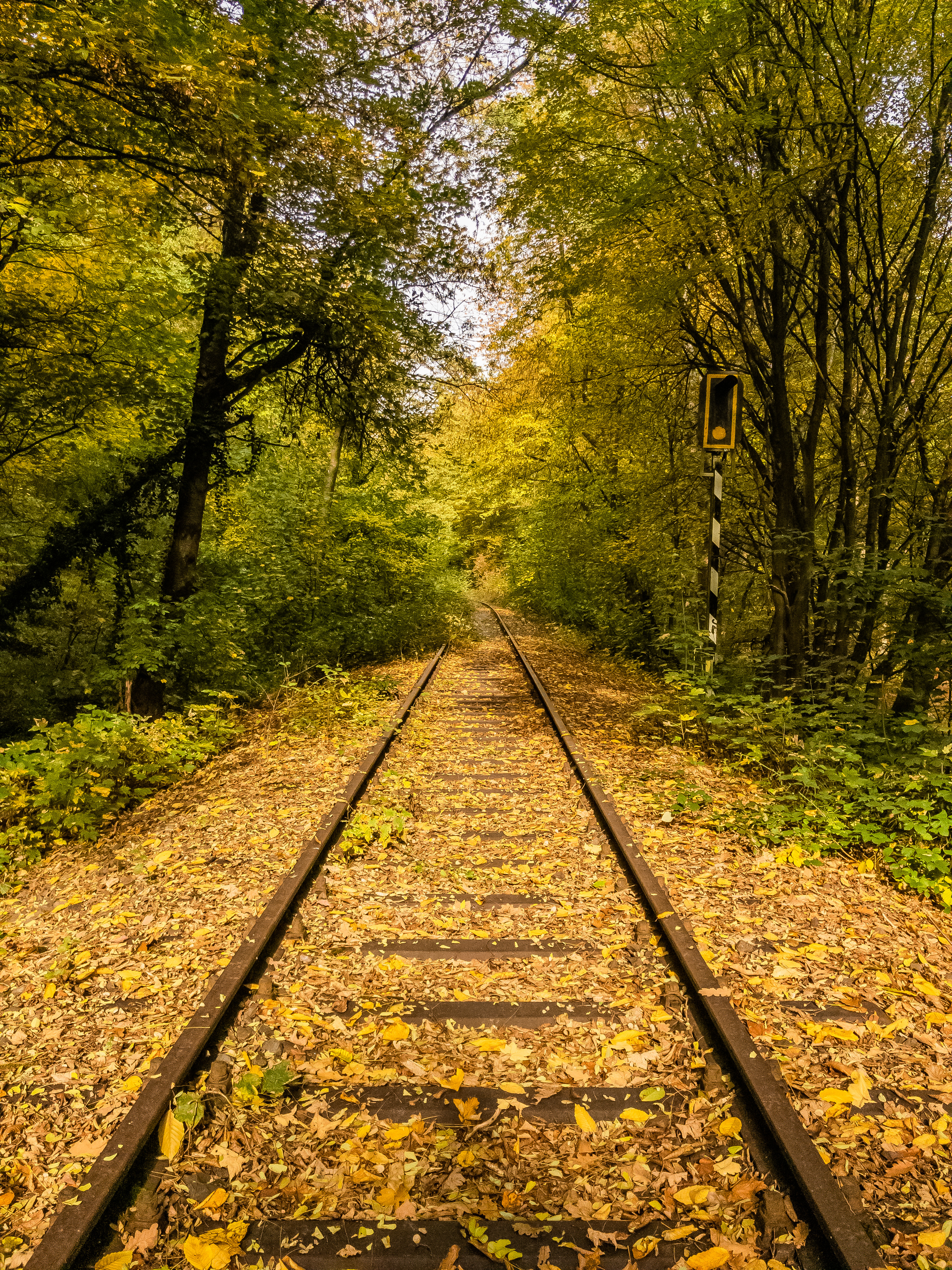
Aartalbahntrasse, Wiesbaden-Klarenthal, Oktober 2020

### Reaktivierung der Aartalbahn
Nach dem vorläufigen Scheitern der Stadtbahn Wiesbaden 2001, das der Rheingau-Taunus-Kreis kritisierte, forcierte dieser eine Reaktivierung der Aartalbahn als Eisenbahnstrecke auf der bestehenden Trasse zum Wiesbadener Hauptbahnhof. Dieser Plan wurde teilweise als Vorgriff auf die vom Kreis nach wie vor gewünschte Stadtbahn betrachtet. Anders als bei der geplanten Stadtbahn mit Anbindung der Wiesbadener Innenstadt erwies sich dieser Plan als nicht förderfähig: Ein entsprechendes Gutachten des RMV errechnete für die Strecke zwischen Wiesbaden-Dotzheim und Aarbergen einen volkswirtschaftlichen Nutzen-Kosten-Faktor von 0,6. Die Bürgerinitiative „Stadtbahn – ja“ und „PRO Aartalbahn“ entwickelten Konzepte für eine Stadtbahn und eine Regionalbahn. Die Reaktivierung des Streckenteils in Rheinland-Pfalz zwischen Diez und Hahnstätten für Regionalbahnen verzögert sich immer wieder.
Im Jahr 2023 wurden erste Ergebnisse einer neuen Machbarkeitsstudie vorgestellt. Untersucht wurde die Reaktivierung des Abschnittes von Bad Schwalbach bis zum Bahnhof Wiesbaden Ost, unter Auslassung des Wiesbadener Hauptbahnhofs. Es wurde ein volkswirtschaftliches Nutzen-Kosten-Verhältnis von 2,1 genannt. Dieser Berechnung liegen veränderte Förderrichtlinien zugrunde, wonach dem CO2-Einsparungspotenzial des Projekts nun ein wesentlich höherer volkswirtschaftlicher Nutzen zugerechnet wird. Die Studie wurde vom Rhein-Main-Verkehrsverbund, dem Rheingau-Taunus-Kreissowie der Stadt Wiesbaden in Auftrag gegeben, wobei alle politischen Verantwortlichen der Reaktivierung dieses Streckenabschnitts sehr positiv entgegen blicken.

### Schienenlose Alternativen
Nach Auffassung des Wiesbadener Verkehrsdezernenten Andreas Kowol führe ein negativer Ausgang des Bürgerentscheides zu breiteren Busspuren, da für steigende Fahrgastzahlen breitere Busse benötigt würden. Dadurch entfielen Fahrspuren für den Individualverkehr.
Die IHK Wiesbaden favorisierte 2011 den Bau einer Spurbusstrecke auf der Trasse der Aartalbahn. Der Chef der Wiesbadener Verkehrsbetriebe ESWE, Gerd Heunemann, lehnte dies jedoch mit Verweis auf Einwände wegen des Wasserschutzes im Taunus als „nicht diskussionswürdig“ ab, die Untauglichkeit des Systems hatte bereits ein Gutachten von 1995 belegt. Zudem wurde von Seiten der Bürgerinitiative „Stadtbahn – ja“ die fehlende Förderung für Busbahnstrecken durch Land und Bund sowie die Inkompatibilität mit dem Museumszug-Betrieb der Nassauischen Touristik-Bahn kritisiert.
Eine diskutierte Straßenbahn auf Gummireifen lehnte der Geschäftsführer der Citybahn Hermann Zemlin als ineffizient ab, da ein deutlich größerer Energieaufwand durch die Reibung entstünde und durch die Gummireifen Feinstaub erzeugt werde.